# Tövises
Tövises (románul Fântânele) falu Romániában, Szilágy megyében. Közigazgatásilag Drág községhez tartozik.
Vajdaházától mintegy 2 kilométerre, a községközpont Drágtól 6 kilométerre található; a DC51-es községi úton közelíthető meg.
Az 1950-es évekig Vajdaháza része volt. Az 1956-os népszámláláskor már különálló faluként szerepelt 166 lakossal. 1966-ban 163, 1977-ben 97, 1992-ben 55, 2002-ben 52 lakosa volt, mind román nemzetiségűek.
2014-ben a falu Viorel Ghiurutan kecskefarmja révén került be az országos hírekbe.